# Гоноцефал
Гоноцефал (Gonocephalus) — рід ящірок з родини fгамових. Має 17 видів. Інша назва «лісові дракони».

## Опис
Загальні розміри представників роду коливаються від 30 до 60 см. Характерною особливістю є трикутна форма голови, що позначилося на їх назві. Тулуб сплощений з боків, кінцівки дещо тонкі, короткі. Є гребінь зі збільшених лусок, який тягнеться уздовж хребта на шиї та спині, розвиненіший у самців. Мають горлову торбу, яка розтягується при агресії. У забарвленні переважає поєднання зеленого, жовтого й коричневого кольорів, змішаних у різних пропорціях, на шкірі добре видно візерунок з плям неправильної форми. Забарвлення може дещо змінюватись залежно від стану тварини.

## Спосіб життя
Полюбляють рівнинні та гірські дощові тропічні ліси. Зустрічаються на висоті до 1600 м над рівнем моря. Переважно перебувають на деревах, проводячи велику частину часу, сидячи на вертикальних стовбурах дерев, або на кінцях тонких гілок. Активні вдень. Зазвичай тримаються неподалік від водойм. Живляться членистоногими, дрібними хребетними.
Це яйцекладні ящірки.

## Розповсюдження
Мешкають в Індокитаї, Таїланді, Малайзії, Індонезії та на Філіппінах. 

## Види
- Gonocephalus bellii
- Gonocephalus beyschlagi
- Gonocephalus borneensis
- Gonocephalus chamaeleontinus
- Gonocephalus doriae
- Gonocephalus grandis
- Gonocephalus inauris
- Gonocephalus interruptus
- Gonocephalus klossi
- Gonocephalus kuhlii
- Gonocephalus lacunosus
- Gonocephalus liogaster
- Gonocephalus megalepis
- Gonocephalus mjoebergi
- Gonocephalus robinsonii
- Gonocephalus semperi
- Gonocephalus sophiae